# Diana Barnato Walker
Diana Barnato Walker (15 de enero de 1918 - 28 de abril de 2008), aviadora británica, fue la primera mujer que rompió la barrera del sonido.
Diana Barnato Walker fue nombrada miembro de la Orden del Imperio Británico en 1965 por sus servicios en la aviación, y fue miembro de la Real Sociedad Aeronáutica del Reino Unido.